# Къзълкогински район
Къзълкогински район (на казахски: Қызылқоға ауданы) е съставна част на Атърауска област, Казахстан, обща площ 25 030 км2 и население 30 522 души (по приблизителна оценка към 1 януари 2020 г.). Административен център е село Мияли.